# Hypsiboas pulidoi
Hypsiboas pulidoi är en groddjursart som först beskrevs av Juan A. Rivero 1968.  Hypsiboas pulidoi ingår i släktet Hypsiboas och familjen lövgrodor. IUCN kategoriserar arten globalt som otillräckligt studerad. Inga underarter finns listade i Catalogue of Life.